# Lecteria (Psaronius) legata
Lecteria (Psaronius) legata is een tweevleugelige uit de familie steltmuggen (Limoniidae). De soort komt voor in het Neotropisch gebied.